# Bastien Chesaux
Bastien Chesaux (Losanna, 2 novembre 1991) è un pilota motociclistico svizzero, ritiratosi dall'attività agonistica.
Anche suo padre, Robert Chesaux, ha corso come pilota motociclistico professionista.

## Carriera
Nel 2007 prende parte alla gara conclusiva al Mugello della classe 125 del Campionato Italiano Velocità in qualità di pilota wild card senza punti. In sella ad un'Aprilia RS125R conclude la gara al tredicesimo posto.
Esordisce nella classe 125 del motomondiale nel 2008 a bordo di un'Aprilia nel team WTR San Marino, in sostituzione di Stefano Bianco, senza ottenere piazzamenti a punti. Nel 2009 passa alla classe 250 con la Honda RS250R del Racing Team Germany, per poi spostarsi, a partire dal Gran Premio del Portogallo, all'Aprilia RSW 250 LE del team Matteoni Racing. Conclude la stagione al 25º posto con 3 punti.
Nel 2010 partecipa al campionato mondiale Supersport con una Honda CBR600RR del team Harms Benjan Racing. Si piazza al ventiquattresimo posto nella classifica generale con 8 punti, ottenendo come miglior risultato in gara il quattordicesimo posto in tre gran premi. Continua nel mondiale Superport anche nel 2011, correndo ancora con una Honda CBR600RR ma spostandosi al team MACH Racing. Si posiziona 26º con 6 punti in graduatoria iridata.
A partire dal 2012 si sposta nel campionato europeo Superstock 600, ingaggiato dal team EAB Ten Kate Junior, ottenendo come risultati di rilievo, una pole position in occasione della gara olandese ed un piazzamento a podio con il terzo posto nella gara di Monza. Al termine della stagione è decimo nella classifica piloti con 59 punti. Confermato dal team Ten Kate nell'europeo Superstock 600 anche nel 2013, migliora i riscontri della stagione precedente, racimolando 5 posizionamenti a podio ed un giro veloce, posizionandosi quarto con 126 punti nella graduatoria piloti.
Dopo aver corso nel 2014 nel campionato spagnolo nella classe Moto2, nei primi mesi del 2015 decide di ritirarsi dall'agonismo.

## Risultati in gara

### Motomondiale
| 2008 | Classe | Moto    |  |  |  |  |  |  |  |  |  |     |    |    |    |    |     |     |    |    | Punti | Pos. |
| ---- | ------ | ------- |  |  |  |  |  |  |  |  |  | --- | -- | -- | -- | -- | --- | --- | -- | -- | ----- | ---- |
| 2008 | 125    | Aprilia |  |  |  |  |  |  |  |  |  | Rit | NE | 28 | 22 | 23 | Rit | Rit | 21 | 22 | 0     |      |

| 2009 | Classe | Moto            |    |    |    |     |    |    |     |    |    |    |     |     |     |    |    |    |    |  | Punti | Pos. |
| ---- | ------ | --------------- | -- | -- | -- | --- | -- | -- | --- | -- | -- | -- | --- | --- | --- | -- | -- | -- | -- |  | ----- | ---- |
| 2009 | 250    | Honda e Aprilia | 16 | 16 | 17 | Rit | 18 | 19 | Rit | NE | 15 | 22 | Rit | Rit | Rit | 17 | 17 | 14 | 16 |  | 3     | 25º  |

| Legenda | 1º posto        | 2º posto            | 3º posto            | A punti      | Senza punti        | Grassetto – Pole position Corsivo – Giro più veloce |
| Legenda | Gara non valida | Non qual./Non part. | Ritirato/Non class. | Squalificato | '-' Dato non disp. | Grassetto – Pole position Corsivo – Giro più veloce |

### Campionato mondiale Supersport
| 2010 | Moto  |  |    |     |    |    |    |    |    |     |    |     |    |  |  | Punti | Pos. |
| ---- | ----- |  | -- | --- | -- | -- | -- | -- | -- | --- | -- | --- | -- |  |  | ----- | ---- |
| 2010 | Honda |  | 14 | Rit | 14 | 15 | 14 | 17 | 15 | Rit | 16 | Rit | NP |  |  | 8     | 22º  |

| 2011 | Moto  |    |     |    |  |  |  |  |    |     |     |     |    |  |  | Punti | Pos. |
| ---- | ----- | -- | --- | -- |  |  |  |  | -- | --- | --- | --- | -- |  |  | ----- | ---- |
| 2011 | Honda | 13 | Rit | 13 |  |  |  |  | 20 | Rit | Rit | Rit | 16 |  |  | 6     | 26º  |

| Legenda | 1º posto        | 2º posto            | 3º posto           | A punti      | Senza punti        | Grassetto – Pole position Corsivo – Giro più veloce |
| Legenda | Gara non valida | Non qual./Non part. | Ritirato/Non class | Squalificato | '-' Dato non disp. | Grassetto – Pole position Corsivo – Giro più veloce |